# Kisszedres
Kisszedres (Sudrigiu), település Romániában, a Partiumban, Bihar megyében.

## Fekvése
Belényestől délkeletre, Belényesirtás és Rény közt fekvő település.

## Története
1910-ben 560 lakosából 68 magyar, 9 német, 452 román volt. Ebből 35 római katolikus, 28 református, 473 görögkeleti ortodox volt.
A trianoni békeszerződés előtt Bihar vármegye Vaskohi járásához tartozott.

## Hivatkozások

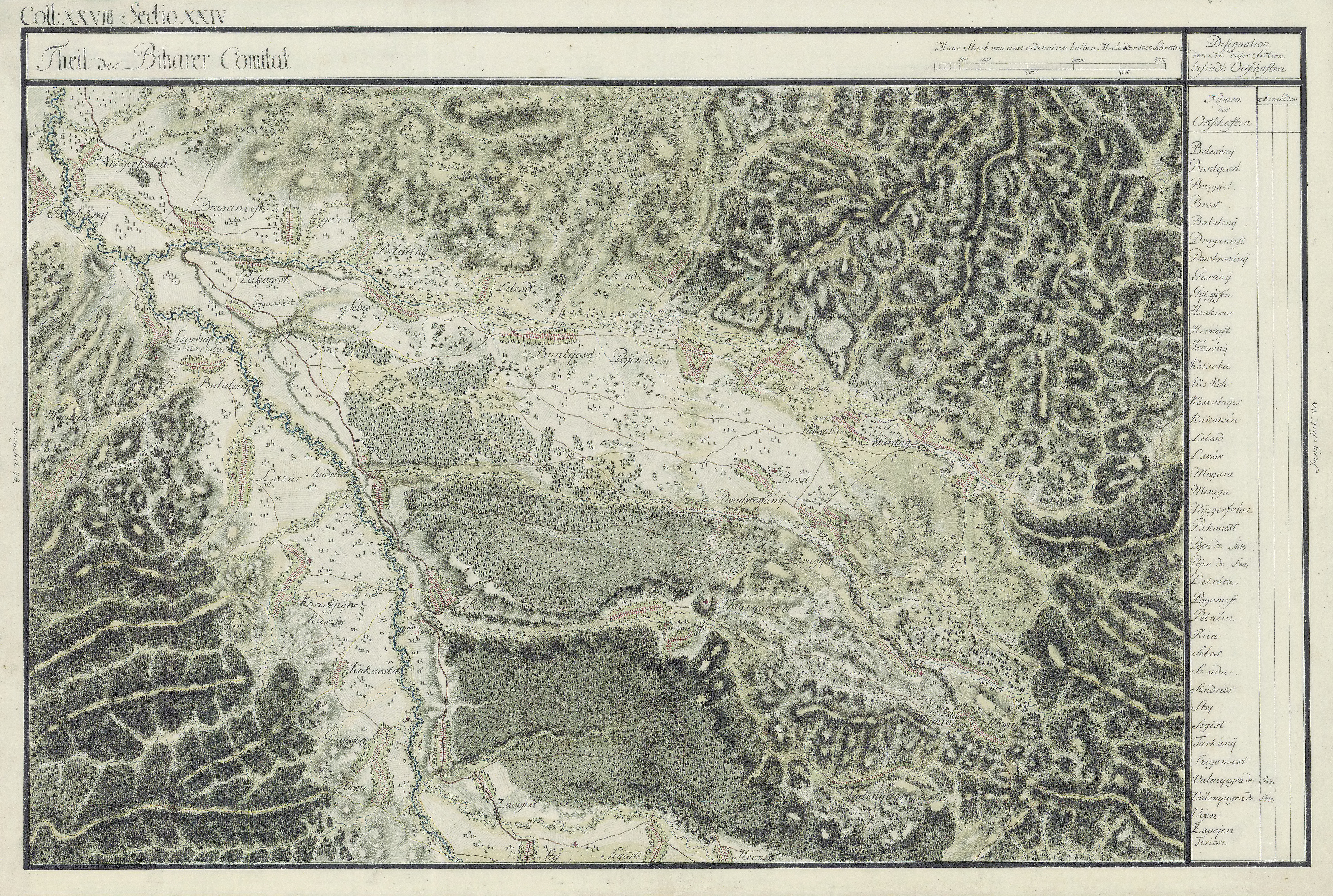
Kisszedres egy régi térképen